# Arthur Hänsenberger

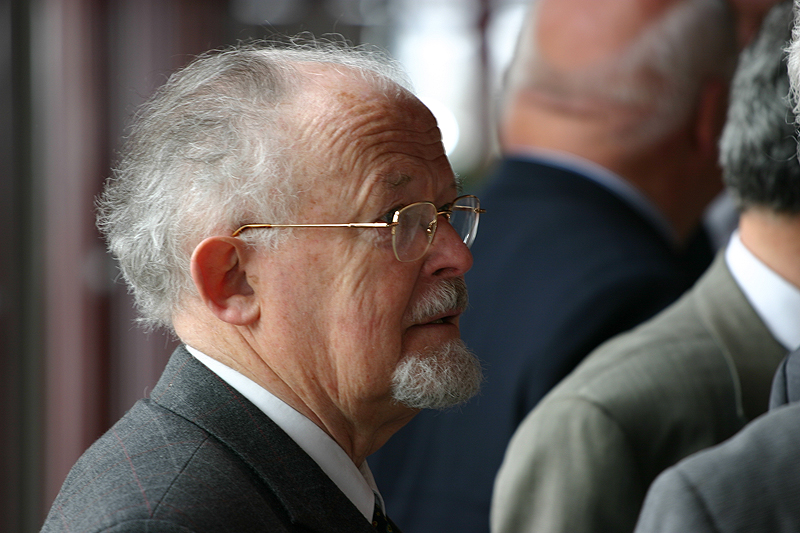
Arthur Hänsenberger (2005)

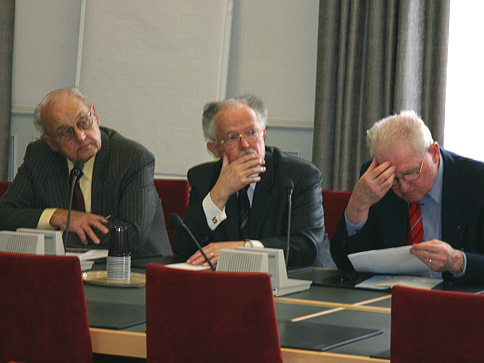
V. l. n. r. Walter Weber, Arthur Hänsenberger und Hubert Reymond (10. März 2004)

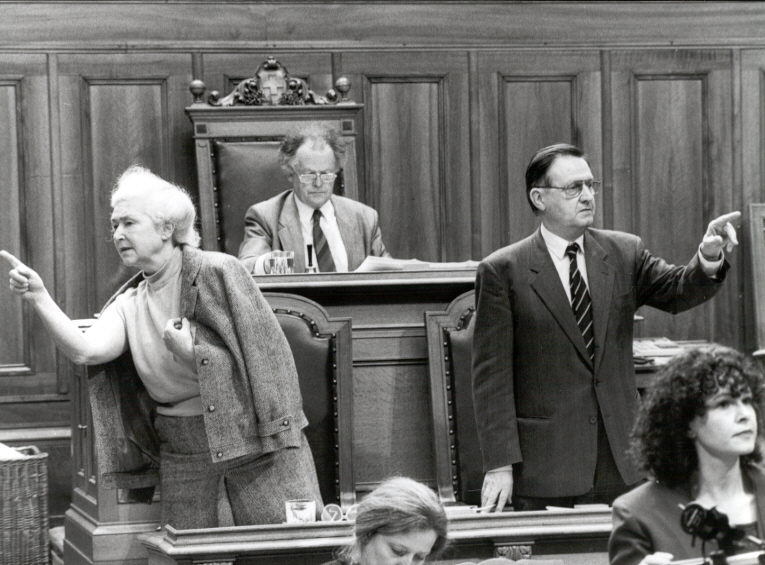
Ständeratspräsident Hänsenberger wartet auf das Auszählen einer Abstimmung

Arthur Hänsenberger (* 3. September 1927 in Steffisburg; † 9. September 2014 in Oberdiessbach; heimatberechtigt in Ebnat-Kappel) war ein Schweizer Politiker (FDP).

## Ausbildung und Beruf
Nach dem Studium der Rechtswissenschaft an der Universität Bern absolvierte Arthur Hänsenberger im Jahr 1954 das Notariatsexamen. Von 1954 bis 1996 arbeitete er als Notar und von 1955 bis 1995 als Zivilstandsbeamter in Oberdiessbach. Zudem war er von 1965 bis 1976 nebenberuflich am Verwaltungsgericht tätig. Von 1992 bis 1997 war er als erster Ombudsmann der Schweizerischen Radio- und Fernsehgesellschaft (SRG) tätig.

## Politische Laufbahn
1962 wurde Hänsenberger in den Grossen Rat des Kantons Bern gewählt. Er setzte sich für eine stärkere Stimme des Grossen Rates gegenüber dem Regierungsrat ein und kämpfte für die Erhaltung der Zweisprachigkeit des Kantons Bern. Im Amtsjahr 1973/1974 präsidierte er den Grossen Rat.
Am 26. November 1979 wurde der Ständerat im Kanton Bern erstmals durch das Volk gewählt. Mit dem von Hänsenberger kreierten Spruch «Die zwee für Bärn» gelang ihm der Einzug in die kleine Kammer; er sorgte damit für eine bürgerliche Doppelvertretung des Kantons. Hänsenberger sass bis zum 24. November 1991 im Ständerat und präsidierte diesem, nach dem Tod von Max Affolter, in seinem letzten Amtsjahr.

## Persönliches
Hänsenberger suchte stets konsensfähige Lösungen und galt deshalb als Brückenbauer. Sein Sprachwitz und sein unkompliziertes Auftreten machten Hänsenberger in weiten Volksteilen bekannt und beliebt. Er war verheiratet, hatte drei Kinder und wohnte in Oberdiessbach. Sein Credo lautete: «Mach, was de chasch, dört, wo de bisch, mit däm, wo de hesch» (Mach, was du kannst, dort, wo du bist, mit dem, was du hast).